# Parti vert démocratique du Rwanda
Le Parti vert démocratique du Rwanda (en anglais : Democratic Green Party of Rwanda) (DGPR) est un parti politique rwandais. Il est fondé le 14 août 2009 par d'anciens membres du Front patriotique rwandais (parti au pouvoir), devenus dissidents. Son premier président fut (et demeure) Frank Habineza ; son premier vice-président fut André Kagwa Rwisereka,. Il est membre de la Fédération des Verts africains (FEVA). C'est, depuis sa reconnaissance en 2013, le seul parti politique d'opposition autorisé au Rwanda.

## Présentation
Le parti n'ayant pas été officiellement reconnu par les autorités, il ne put pas prendre part à l'élection présidentielle d'août 2010. Il lui a également été impossible d'obtenir l'autorisation nécessaire pour ses réunions, et en octobre 2009 l'une de ses réunions fut dispersée par la police. Plusieurs de ses membres ont été menacés, et incités à abandonner leurs activités politiques ; certains l'ont fait. En juillet 2010, le vice-président du parti, André Kagwa Rwisereka, fut retrouvé décapité,. Le meurtre s'inscrivit dans une série d'assassinats ou de tentatives d'assassinats frappant des opposants au gouvernement du président Paul Kagame, dans le contexte de la campagne électorale pour l'élection présidentielle,.
En 2013, le Parti vert est enfin formellement autorisé et reconnu par les autorités — trop tard pour pouvoir participer aux élections législatives cette année-là. En mars 2017, le parti investit Frank Habineza comme candidat à l'élection présidentielle du mois d'août. En juillet, sa candidature est approuvée par la commission électorale. C'est la première fois de l'histoire du pays qu'un parti d'opposition est autorisé à participer à une élection présidentielle.
Lors des élections législatives de 2018, le parti obtient deux sièges à la Chambre des députés, dont un pour Frank Habineza. C'est la première fois, sous l'ère Kagame, qu'un parti d'opposition est représenté au Parlement.
Le parti définit son objectif principal comme étant de constituer une réelle force d'opposition au Front patriotique rwandais. Il se définit comme pro-démocratique et écologiste. Il présente sa mission en ces termes :
« Amener tous les changements politiques et socio-économiques nécessaires au pays, pour la démocratie, un État de droit, une gouvernance constitutionnelle, une juste répartition des ressources nationales, la protection de l’environnement, et de manière générale s’évertuer à un développement national politique et socio-économique durable, inclusif, libre et juste. […] Bâtir […] un système économique qui soit non seulement compétitif mais aussi suffisamment humain pour se soucier de tous les citoyens ».

## Résultats électoraux

### Élection présidentielle
- Élection présidentielle de 2017 : Frank Habineza : 0,48 %
- Élection présidentielle de 2024 : Frank Habineza : 0,5 %

### Élections législatives
- Élections législatives de 2018 : 5 % : 2 sièges
- Élections législatives de 2024 : 2 sièges[12]